# Empresa Nacional del Carbón
La Empresa Nacional del Carbón (ENACAR) fue una empresa estatal carbonífera chilena. Formaba parte del Comité Sistema de Empresas de la Corporación de Fomento de la Producción (CORFO). Actualmente se encuentra en proceso de liquidación. Integraba el Sistema de Empresas Públicas (SEP) de Corfo, y era filial de esta última. Su domicilio se ubicaba en Lota, Avenida Carlos Cousiño N.º 192.

## Historia

### Fundación y formación
Fundada en 1852 por Matías Cousiño y Tomás Garland, el primer nombre de la empresa dueña de los terrenos que hoy son Lota Alto fue Compañía Cousiño & Garland. Con el paso del tiempo la empresa minera fue cambiado su denominación, en efecto, en 1857 fue la Sociedad Cousiño e Hijo, al abandonar Garland la sociedad y entrar en su reemplazo Luis Cousiño; en 1870 varía como Compañía Explotadora de Lota y Coronel; en 1905 se llamó Compañía de Lota y Coronel; en 1921 fue la Compañía Minera e Industrial de Chile. Fue constituida por escritura pública el 15 de junio de 1921, ante notario de Valparaíso don Donald Igor.
Su existencia fue aprobada por Decreto Supremo n.º 1.588 del Ministerio de Hacienda, de 27 de julio de 1921. Entre 1933 y 1964, se denominó Compañía Carbonífera e Industrial de Lota (CCIL). Posteriormente, la Sociedad ha tenido numerosas modificaciones en sus Estatutos, La última de las cuales fue reducida a escritura pública de 28 de agosto de 2006, ante Notario de Santiago doña María Gloria Acharán Toledo.
La Empresa Nacional del Carbón S.A., se encuentra inscrita bajo el N.º 0037 del Registro de Valores y está sujeta a la fiscalización de la Superintendencia de Valores y Seguros.
Por otra parte, en 1859 don Federico Guillermo Schwager inició la explotación de los mantos carboníferos del Fundo Boca Maule, en Coronel, bajo el nombre de Compañía de Carbón Puchoco, la que a partir del año 1892 y hasta 1964, se denominó Compañía y Fundición Schwager S.A.
El auge minero le permitió a los propietarios de la compañía iniciar múltiples obras, tanto para uso personal como donaciones para el desarrollo urbano y el embellecimiento de algunas ciudades chilenas, sumado a importantes obras benéficas financiadas en su totalidad con las ganancias, como por ejemplo en Lota, la fundación de la Gota de Leche, institución dedicada a combatir la desnutrición y mortalidad infantil, la construcción del Parque Isidora Cousiño con el Palacio Cousiño-Goyenechea, el financiamiento de la Iglesia de San Matías Apóstol, entre otros. En Santiago, la familia Cousiño mandó a construir el palacio homónimo y realizó múltiples donaciones, como la creación del actual Parque O'Higgins, la Fuente de Neptuno y Anfitrite a los pies del cerro Santa Lucía en el barrio Lastarria, entre otros.

### Fusión y nacionalización
En febrero de 1964, la compañía fundada por don Federico Guillermo Schwager, fue fusionada con la Compañía Carbonífera e Industrial de Lota, dispuesta por D.S. n.º 683 del Ministerio de Hacienda, de 29 de febrero de 1964, dando origen a la Carbonífera Lota-Schwager S.A.
El 31 de diciembre de 1970, la Corporación de Fomento de la Producción (CORFO), pasa a ser propietaria mayoritaria de las acciones de Carbonífera Lota-Schwager S.A. a través de un convenio suscrito con un grupo de accionistas de la Sociedad. Posteriormente, el 21 de diciembre de 1973, por Resolución n.º 91-C de la Superintendencia de Compañías de Seguros, Sociedades Anónimas y Bolsa de Comercio, se establece la actual razón social de la Empresa Nacional del Carbón S.A.
Durante los años 1975 y 1976, se materializaron las operaciones de integración a ENACAR S.A. de las Compañías Carboneras de Arauco, Mediante el Decreto Ley n.º 931 de 27 de marzo de 1975, que autorizó la transferencia de la totalidad de las acciones de las Compañías Carboneras Colico Sur S.A., Carbonífera Victoria de Lebu (Carvile), y Pilpilco a la Empresa Nacional del Carbón S.A.
A fines del año 1979, Enacar S.A. concurrió a la formación de una filial denominada originalmente Compañía Carbonífera Schwager Ltda., después Carbonífera Schwager S.A., con el objeto de explotar el establecimiento minero de Schwager.
Durante 1987, Enacar S.A., traspaso a CORFO el 51 % de su participación en dicha filial, y el 32% a diversos inversionistas del sector Privado y a trabajadores de esa empresa, Constituyéndose la Carbonífera Schwager S.A. en una sociedad coligada. El año 1988 Enacar S.A., completo la venta de su participación accionaria en Carbonífera Schwager S.A. mediante el traspaso del 14 % a CORFO y un 2.54% a diversos inversionistas del secor privado, incluido a trabajadores de la propia compañía, Con estas Ventas Carbonífera Schwager S.A., dejó de tener el carácter de Empresa Coligada de Enacar S.A.
La integración de Carbonífera Lota Schwager, las compañías carboneras de Colico Sur, Victoria de Lebu y Pilpilco, todas filiales de la CORFO en junio de 1971, refrendado por el Decreto Ley N° 931 de mayo de 1975 que establece ENACAR como una sociedad anónima de propiedad del Estado, y la transferencia de las acciones de las empresas a la CORFO.
Tras el cese definitivo de las operaciones de las minas de Lota en 1997, ENACAR operó solamente la mina Trongol (cerca de Curanilahue) por medio de su filial Carbonífera Victoria de Lebu (Carvile) hasta el año 2006. Paralelamente, quedó encargada de administrar los beneficios otorgados a los trabajadores por los Protocolos de Acuerdo acordados entre el gobierno y los trabajadores. En sus últimos años, ENACAR recibía anualmente un aporte del Estado, aprobado por el Congreso Nacional, debido al hecho de ser una empresa deficitaria.

### Privatización de Schwager
En 1979 ENACAR crea una filial, Carbonífera Schwager. De la cual en 1987 ENACAR traspasa el 51% de su participación en Schwager a la CORFO y el 32,4% a privados. Concluyendo su proceso de privatización en 1988. Sin embargo altos costos y graves accidentes en la mina hacen que la empresa la cierre. Finalmente la empresa cambia de giro y nombre en 1994.

### Cierre de operaciones y liquidación

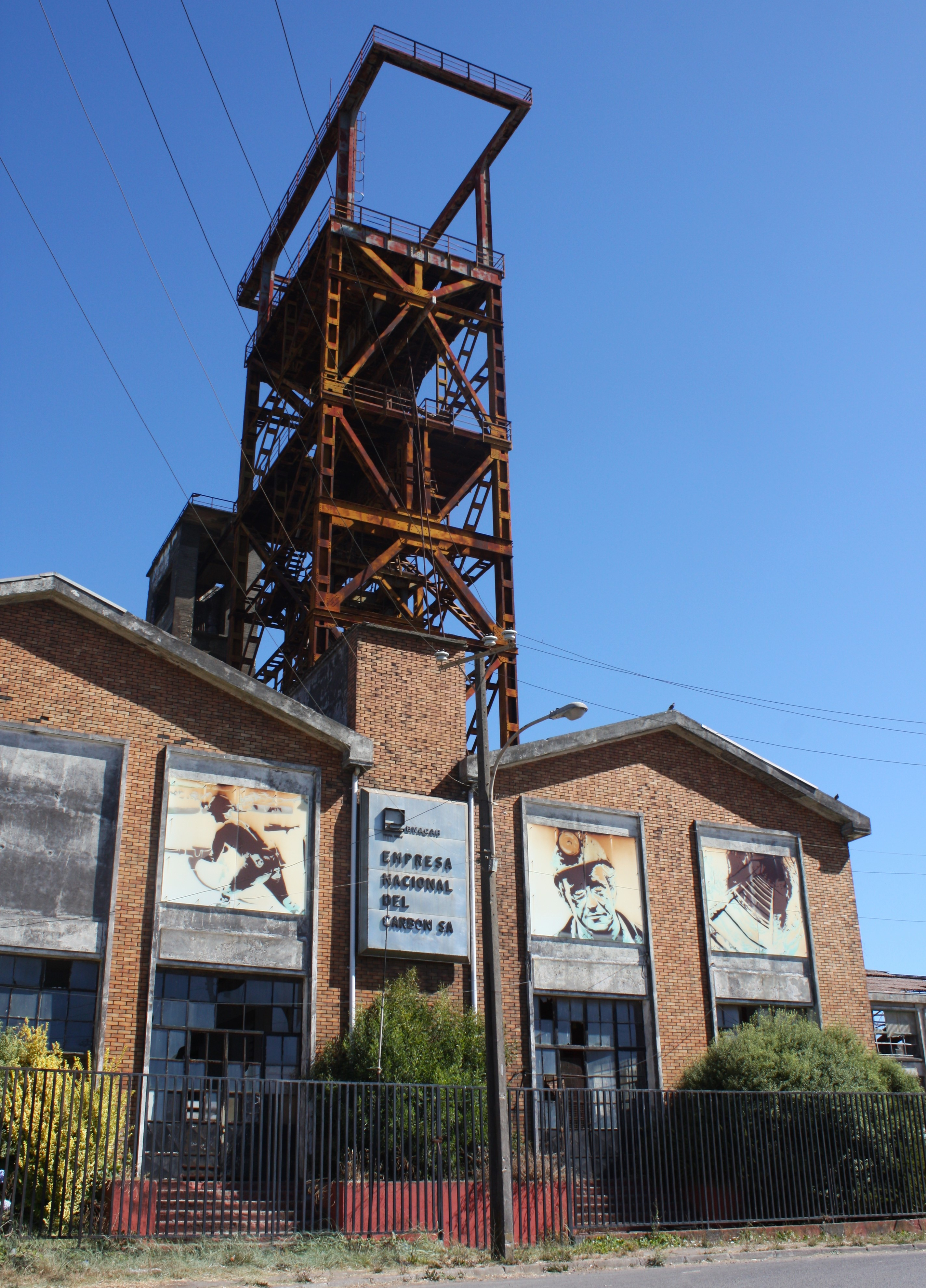

Argumentando un alto costo de las operaciones extractivas del mineral, sumado a las políticas públicas nacionales asociadas a la disminución de la emisión de gases de efecto invernadero, incrementando el uso de las energías renovables en Chile, la Junta de Accionistas, liderada por la participación mayoritaria de CORFO, decidió poner fin a las actividades productivas de la compañía en su junta directiva anual de abril de 2013, poniendo fin a 161 años de producción carbonífera e iniciando su proceso de liquidación.
Sin desmedro de lo anterior, un convenio con el Centro de Formación Técnica Lota-Arauco, institución educativa dependiente de la Universidad de Concepción, mantiene vigente la Beca Enacar posterior al cierre de la compañía. Consiste en un beneficio académico que cubre la totalidad del valor arancelario de la duración formal de los estudios, destinado exclusivamente para aquellos extrabajadores de la compañía que se hayan desempeñado en cualquiera de sus funciones por más de seis meses, con un cupo máximo de diez personas por semestre.
Algunas de las dependencias de la compañía son utilizadas en la actualidad para fines turísticos, como es el caso de la Mina Chiflón del Diablo, el Sector Chambeque, el Pabellón 83 y el Teatro de los Mineros de Lota, siendo verdaderos museos de sitio, mientras que otras fueron abandonadas y se encuentran deshabitadas.

## Administración

### Gerencia
Históricamente, la administración de la compañía estuvo a cargo de la gerencia en su rango más alto, la cual se encontraba subdividida en tres grandes áreas: La Gerencia General, siendo dirigida por el «Primer Jefe» como era conocido coloquialmente el Gerente General; la Gerencia de Operaciones, a cargo del «Segundo Jefe» y la Gerencia de Recursos Humanos, o también conocida como «de Personal», encabezada por el «Tercer Jefe de la Compañía».

## Yacimientos carboníferos
ENACAR administró la explotación de los principales yacimientos carboníferos del país, ubicados en la VIII Región: Lebu, Colico (cerrado en 1992), Trongol (cerrado en 2006), Lota (cerrado en 1997) y Schwager (privatizado en 1988 y cerrado en 1995).

## Archivo ENACAR
En el sector de Chambeque de Lota se encuentra ubicado un búnker que alberga el Archivo ENACAR, el cual se mantuvo activo desde 1921 hasta 1997. En él se conservan documentos relacionados con toda la actividad de la compañía, desde contratos de trabajo individuales y colectivos, informes de gestión y de prevención de riesgos laborales, estados contables y financieros, planos, croquis, correspondencia postal, actas, papeles sobre procesos y actividades de las minas de carbón, entre otros. En 2020, el Archivo Nacional de Chile realizó colaboraciones con el Archivo ENACAR, enviando profesionales a Lota con el objeto de mejorar la conservación y restauración de los documentos, además de realizar protocolos para permitir el acceso a la comunidad que así lo requiera.